# غاو بازة (بيرتاج)
غاو بازة (بالفارسية: گاوبازه) هي قرية تقع في إيران في قسم بیرتاج الريفي. يقدر عدد سكانها بـ 315 نسمة بحسب إحصاء 2016.